# Sere Codlea
Sere Codlea a fost o companie agricolă din România, producătoare de flori și legume de seră.
A fost înființată între 1967 și 1969, după exproprierea mai multor florari sași din localitate.
În anii 1980, serele au ajuns atât de cunoscute încât Codlea era cunoscută de toata lumea ca orașul florilor.
Pe vremuri aici lucrau 1.200 de oameni cu normă de 3.000 de flori recoltate pe zi.
Anual de aici plecau la export 9 milioane de flori.
În anul 1991, Serele Codlea aveau o producție de peste 200.000 de tone de legume de seră.
În anul 2004, producția era de 80.000 de tone de legume de seră.
Serele Codlea au fost construite la jumătatea secolului XIX, de către sași.
Ei au fost influențați și de experiența olandezilor, ei fiind de altfel și primii grădinari ai Casei regale de Hohenzollern.
Serele erau îngropate jumătate în pământ, din cauza temperaturilor scăzute din perioada iernii.
În anul 2005, Sere Codlea deținea 60 de hectare de sere și 200 de hectare de teren arabil.
Sere Codlea a fost privatizată în anul 2000, când firma Agro 2001 Dolj, deținută de Maria Schutz, a cumpărat de la Agenția Domeniilor Statului pachetul majoritar de acțiuni.
Holdingul Agro 2001, cu sediul în Craiova, a fost înființat în anul 1994 și mai include firmele Agroser Câmpia Turzii, Orser Oradea, Agriaș Castelu (județul Constanța), Piscicola Dunăreni (Dolj) și Agroind Măceșu (Dolj).
După privatizare, cu fiecare an vânzările au scăzut și tot mai mulți muncitori au început să fie dați afară, iar bunurile să fie înstrăinate.
În loc să facă investiții, noul proprietar al companiei a vândut-o pe bucăți.
Aproape toată a fost tăiată și vândută la fier vechi sau ca material refolosibil.
Maria Schutz a fost trimisă în judecată în 2007 pentru înșelăciune cu consecințe deosebit de grave și bancrută frauduloasă, în formă continuată.
Potrivit dosarului, ea este judecată pentru că nu și-a respectat angajamentele luate în momentul achiziției Serelor Codlea și Orser Oradea.
În același dosar sunt judecați și Corneliu Popa, fost director general al Agenției Domeniilor Statului, pentru complicitate la înșelăciune cu consecințe deosebit de grave, în formă continuată; Mihai Ciobanu, fost director al Direcției Urmărire Contracte din cadrul Agenției Domeniilor Statului, pentru complicitate la înșelăciune cu consecințe deosebit de grave și Ion Dascălu, asociat la S.C. Sere Codlea S.A., pentru complicitate la bancrută frauduloasă, în formă continuată.
Prejudiciul creat Agenției Domeniilor Statului este de peste cinci milioane de euro.
Maria Schutz nu a respectat clauzele contractuale referitoare la investițiile asumate prin contracte.
De asemenea, beneficiind de sprijinul lui Popa și Ciobanu din cadrul ADS, Maria Schutz a raportat mai multe date și investiții fictive.
A fost ajutată și de Ion Dascălu, care a determinat conducerea celor două firme scoase la privatizare să înregistreze cheltuieli și servicii fictive, situație de natură să ducă la declararea stării de insolvență.
De asemenea, direcția agricolă brașoveană s-a constituit parte civilă în dosarul de înșelăciune și cerut daune de 2,3 milioane de lei.